# Barras de control

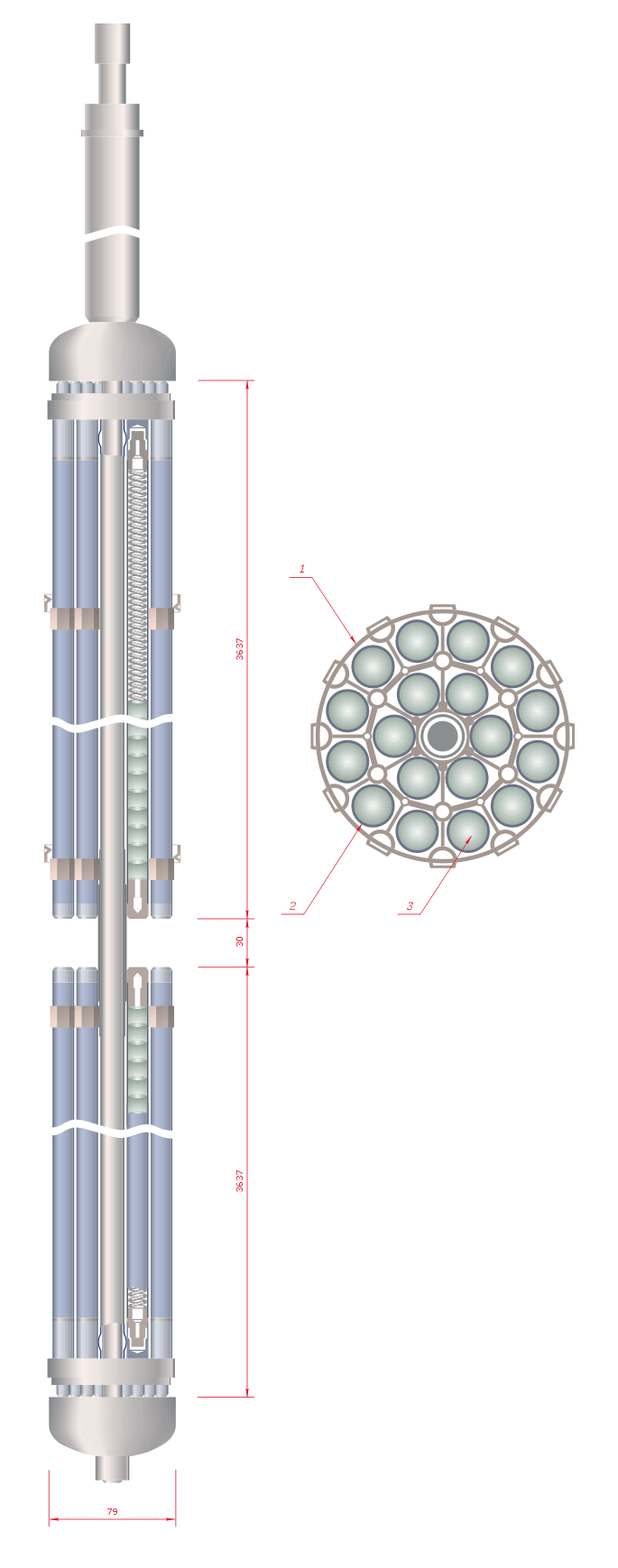
Barras de combustible y de control de un reactor nuclear.

Barras de control consisten en barras hechas normalmente de acero al boro, de una aleación de plata y cadmio que tiene gran capacidad de absorción de neutrones o de hafnio, aunque este suele usarse en los reactores nucleares de algunos submarinos y recubiertas de circonio.
Se usan para controlar la reacción de fisión nuclear en las centrales nucleares. Para ello se introducen por unos huecos entre las vainas del combustible nuclear de un reactor, de esta forma se consigue absorber neutrones y así poder controlar, y finalmente detener el reactor.
En los antiguos reactores de tipo RBMK (de los cuales aún existen algunos en funcionamiento), las barras de control tardan alrededor de 20 segundos en bajarse completamente, lo que ocasionaba un grave problema de seguridad. Pero en los reactores más modernos, el mecanismo de bajada de estas barras permite realizarla en 1 segundo,  deteniendo la reacción nuclear en cadena.

## Posicionamiento
Las barras se agrupan en bancos, de forma que todas las barras de un banco se mueven a la vez. Las barras de un banco están situadas simétricamente en el núcleo para no provocar una distorsión radial del flujo durante su movimiento.

## Margen de parada
Se define como la cantidad instantánea de reactividad por la cual el reactor se haría subcrítico suponiendo que todos los bancos estén insertados en el núcleo menos el de mayor antireactividad. Mediante el margen de parada se asegura que:
1. El reactor puede hacerse subcrítico desde todas las condiciones operativas.
2. Los transitorios de reactividad son controlables dentro de los límites aceptables.
3. El reactor se mantendrá lo suficentemente subcrítico como para evitar la criticidad accidental en la condición de parada.

## Historia
Tras el descubrimiento de la fisión nuclear del uranio-235 por Otto Hahn, Lise Meitner y Fritz Strassman en 1939 debida al bombardeo de neutrones, Enrico Fermi pensó en la construcción de una pila en la que se dieran esas reacciones liberadoras de calor. Para construir dicha pila, necesitaba controlar la reacción y usó discos de cadmio (ya que el uranio se apilaba en columnas de discos) para regular el flujo de neutrones y así evitar el efecto explosivo.